# 오스굿쥐
오스굿쥐(Peromyscus gratus, 
```
Osgood's rat
)는 
비단털쥐과
에 속하는 
설치류
의 일종이다.
[
2
]
 
멕시코
와 [[미서식하며 
발견된다.
 1892년 
멕시코
 틀랄판 지역에서 처음 발견했다. 일의반명은 미국 동물학자 오스굿(Wilfred Hudson Osgood)의 이름을 따서 명명했다.
[
1
]
```